# Mikael Dahlgren
Mikael Dahlgren, född 19 juli 1984, är en svensk fotbollsspelare som spelar för Borstahusens BK. Hans främsta position är högerback men han har även spelat som höger mittfältare.
Även hans farfar Gunnar, hans far Gert och hans farbror Kenneth har spelat i Landskrona BoIS i Allsvenskan.

## Karriär
Dahlgren föddes i Landskrona, men växte upp i Häljarp, och började spela fotboll i den lokala klubben Häljarps IF. Som tioåring bytte han till Landskrona BoIS och han debuterade i deras A-lag, som då låg i allsvenskan, under säsongen 2003. Han gick från Landskrona BoIS till Gais i en bosmanövergång inför säsongen 2009. Han spelade 11 allsvenska matcher för klubben, men värvades året därpå av Ängelholms FF i Superettan. Under tiden i BoIS var Dahlgren även utlånad till IFK Hässleholm. I november 2014 skrev han på ett tvåårskontrakt med Landskrona BoIS.
Mellan 2017 och 2018 spelade Dahlgren för Hittarps IK. Efter säsongen 2018 lämnade han klubben. Sommaren 2019 gjorde han comeback i division 5-klubben Borstahusens BK. Dahlgren spelade nio matcher och gjorde ett mål i Division 5 2019. Säsongen 2020 spelade han sju matcher och gjorde ett mål i Division 4. Följande säsong spelade Dahlgren 15 matcher och gjorde två mål.